# Catalão
Catalão – miasto w Brazylii leżące w stanie Goiás. W roku 2007 miasto liczyło 74 400 mieszkańców.

## Przypisy

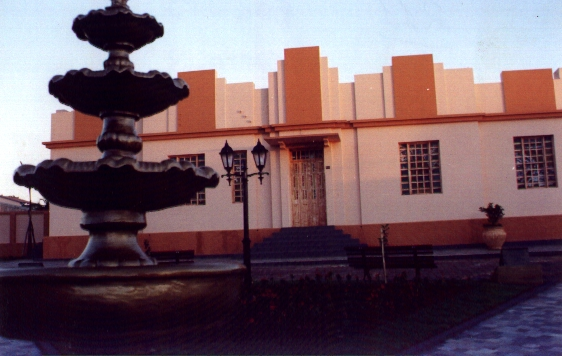
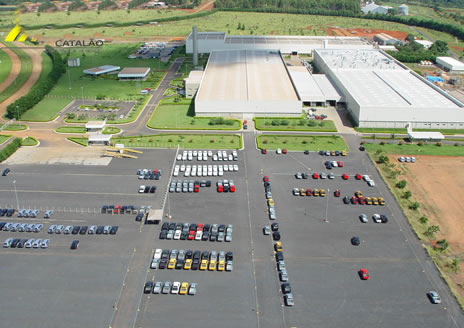
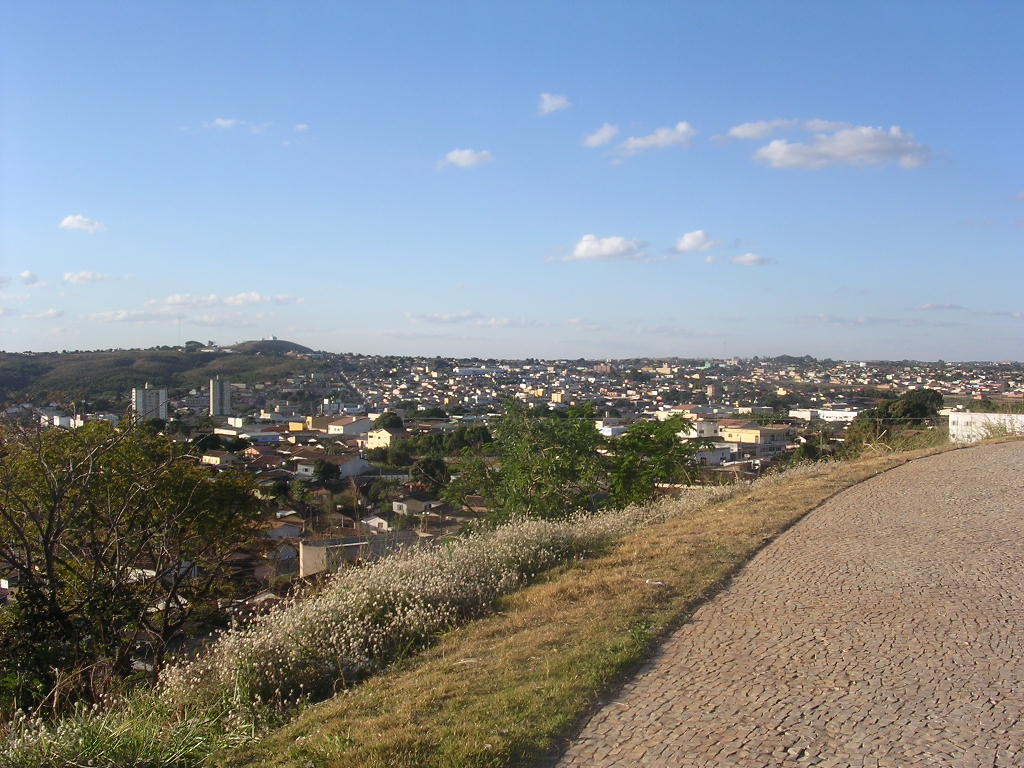
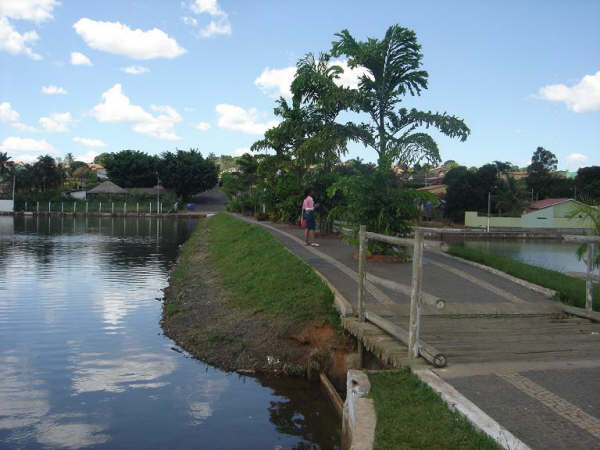
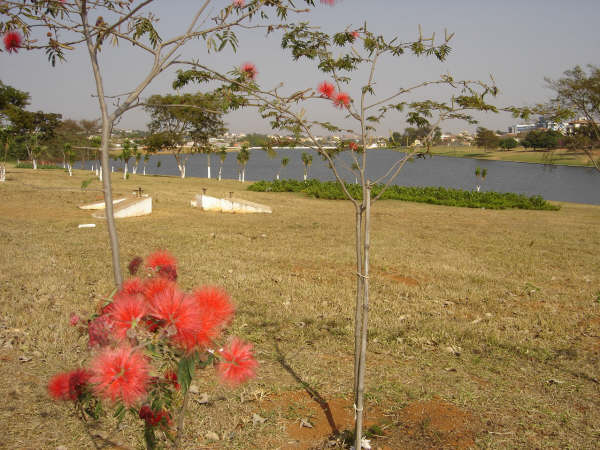
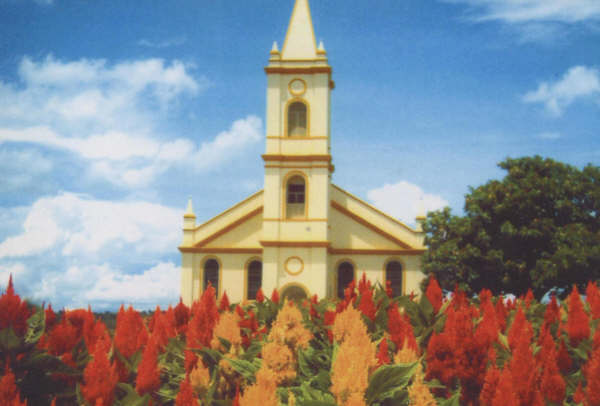
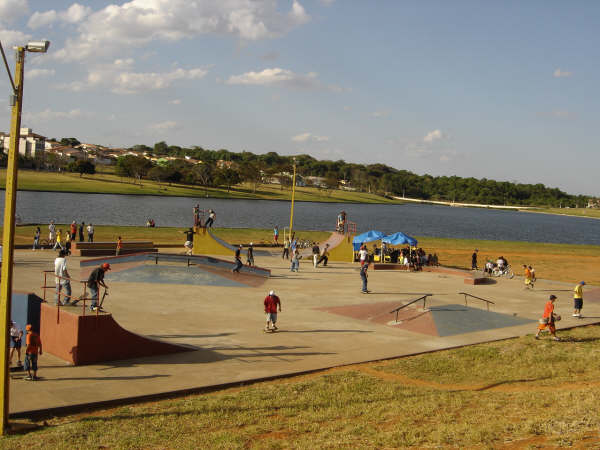
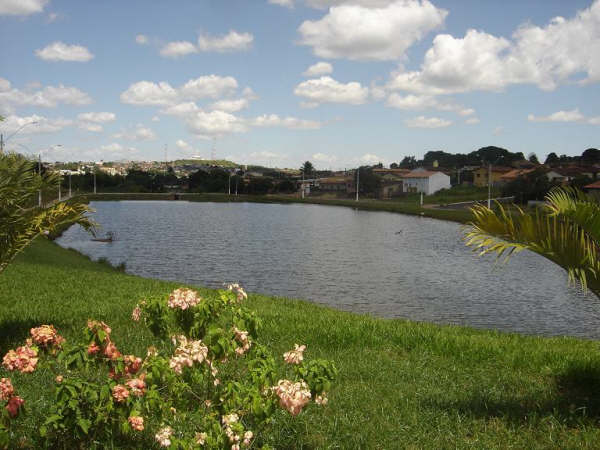